# Marcellinus
Marcellinus, född i Rom, var påve från 30 juni 296 till 304. Hans död torde ha inträffat den 24 eller 25 oktober 304.

## Biografi
Marcellinus var romare och son till en viss Projectus. Han valdes till påve den 30 juni 296 och pontifikatet varade till 304. Man känner inte till något annat om pontifikatet än att under detta började Diocletianus förföljelser mot de kristna, och att Marcellinus avled under förföljelsernas andra år. Enligt uppgifter från 300- och 400-talen skall han ha lidit martyrdöden, men detta är inte sannolikt eftersom han inte upptagits i tidiga martyrologier. Eusebios skriver att förföljelserna drabbade honom (‘òn kaì a’utòn kateílephon ‘o diogmòs), vilket enligt Catholic Encyclopedia inte styrker uppgiften om att han led martyrdöden eftersom Eusebios i så fall uttryckligen borde ha nämnt detta.
Biskop Petilianus av Constantine, som var donatist, skrev i ett brev att Marcellinus, jämte sina efterträdare Miltiades, Marcellus I, och Sylvester I skulle ha övergett de heliga skrifterna och offrat rökelse åt de romerska gudarna, men även denna uppgift tillbakavisas i Catholic Encyclopedia på grund av att Augustinus i flera svar till Petilianus förklarade det för osanning och hävdade att personerna i fråga var oskyldiga till anklagelserna. Uppgiften ger trots allt vid handen att sådana rykten cirkulerade om Marcellinus. 
Liber Pontificalis uppger att Marcellinus dömdes till döden och halshöggs av Diocletianus tillsammans med tre andra kristna. Liber Pontificalis har troligen hämtat sina uppgifter från ett förlorat verk, passio Marcellini, från slutet av 400-talet. Enligt ett apokryfiskt dokument skall Marcellianus ha ställts inför rätta vid en synod i Sinuessa, där han inför 400 biskopar i två dagar skulle ha förnekat anklagelsen att ha offrat rökelse och därefter gett upp och gjort bot. Synoden skulle ha låtit saken passera utan att straffa honom. När Diocletianus skulle ha hört om synoden skulle han ha låtit avrätta Marcellianus och några av biskoparna som närvarade vid synoden. Dokumentet som berättar om denna synod är sannolikt en förfalskning.  
I den första kronografin, från 336, samt i Martyrologium Hieronymianum och flera andra tidiga källor, saknas Marcellianus namn i påvelängden. Huruvida det är hans eller Marcellus I:s namn som nämns i kronografins helgonkalender är ovisst. 
Uppgiften att han skulle ha begravs den 26 april kommer från Liber Pontificalis, och måste vara felaktig eftersom hans pontifikat måste ha sträckt sig till den 24 eller 25 oktober. Han begravdes i Priscillas katakomber vid Via Salaria, en av de få gravplatser som inte konfiskerades under förföljelserna. Redan tidigt började hans grav vördas, men dess exakta position är numera okänd trots efterforskningar och arkeologiska utgrävningar av Giovanni Battista de Rossi.
Festdag: 26 april